# Twitch (album de Ministry)
Pour les articles homonymes, voir Twitch (homonymie).
Albums de Ministry
Twelve Inch Singles
(1985) The Land of Rape and Honey
(1988)
Twitch est le deuxième album du groupe Ministry, sorti en 1986.
Cet album délaisse la new wave et la synthpop du premier opus au profit d'une EBM froide et mélodique, parfois même teintée d'influences funk. Apparaissent également les premiers samples de films typiques du groupe.
Twitch présente ainsi une facette plus sombre et froide de la musique de Ministry que celle présente sur With Sympathy, étant en conséquence plus proche du rock industriel et du metal industriel qui suivront. Il est une étape significative vers The Land of Rape and Honey.

## Titres
1. Just Like You - 5:04
2. We Believe - 5:56
3. All Day Remix - 6:03
4. The Angel - 6:07
5. Over the Shoulder - 5:13
6. My Possession - 5:05
7. Where You at Now?/Crash & Burn/Twitch (Version II) - 12:15
8. Over the Shoulder (12" Version) (Bonus) - 6:46
9. Isle of Man (Version II) (Bonus) - 4:30